# François Taponnier
«  Taponnier » redirige ici. Ne pas confondre avec Taponier ni Tapponnier.
François Taponnier est un homme politique genevois né en 1863 et décédé en 1948. Membre du parti socialiste, il a été maire de Genève.

## Biographie
Stucateur-décorateur de profession, François Taponnier milite au parti socialiste genevois dès sa fondation en 1892. Il entre au Grand Conseil du canton de Genève en 1901 puis au Conseil municipal de la ville de Genève en 1902. En 1914, il accède au Conseil administratif de la ville de Genève puis est réélu en 1918. Il assure deux fois la présidence du Conseil administratif (en 1915 et 1920), ce qui fait de lui le premier maire de Genève issu du parti socialiste. Il est responsable des services de l’état civil et du Théâtre. Lorsqu’il quitte le Conseil administratif en 1922, il est remplacé par Jean-Baptiste Pons.